# Фёдоров, Ревель Фёдорович
Ре́вель Фёдорович Фёдоров (29 декабря 1929, Большие Чаки — 30 октября 2022, Чебоксары) — советский и российский живописец и график. Народный художник РСФСР, член президиума Российской академии художеств. Почётный гражданин Чувашской Республики.

## Биография
В 1946-50 и 1954-55 годах учился в Чебоксарском художественном училище у Е. Е. Бургулова, И. Т. Григорьева, Н. К. Сверчкова (перерыв в учёбе в 1950-53 годах связан со службой в Советской армии). После окончания училища работал в 1955-57 годах преподавателем изобразительного искусства и черчения в средней школе № 22 города Калининграда. В 1963 году оканчивает факультет станковой графики Харьковского художественного института. В 1963-64 годах работал старшим художественным редактором Чувашского книжного издательства.
В 1964—2009 годах преподавал в Чувашском государственном педагогическом институте имени Яковлева (с 1980 — доцент, в 1969—73 — заведующий кафедрой теории и истории искусств, 1989—2003 — заведующий кафедрой живописи, с 1994 — профессор).
С 1967 года — член Союза художников СССР. В 1972—77 — член правления Союза художников РСФСР; в 1972, 1981 и 1987 — секретарь Правления. С 1975 года — заслуженный художник Чувашской АССР, с 1980 года — заслуженный художник РСФСР. В 1981—87, 1991 и 2000 — председатель правления Союза художников Чувашии. В 1982—87 — член правления Союза художников СССР.
С 1986 — народный художник РСФСР.
В 1986 году — лауреат Государственной премии Чувашской АССР имени К. В. Иванова. В 1987—91 годах — секретарь правления Союза художников РСФСР; в 1993—2010 годах — секретарь правления Союза художников России. С 1995 года — действительный член Инженерно-технологической академии Чувашской республики, с 1996 года — Чувашской национальной академии наук и искусств. В 1997 году — президент Ассоциации народных промыслов и художественных ремёсел. С 1999 года — член Петровской академии наук и искусств, с 2000 года — Международной академии информатизации.
На начальном периоде художника просматривается влияние сурового стиля при собственном самобытном новаторском стиле, проявляющиеся в серии линогравюр «Люди Севера» (1963, 1966) и в таких полотнах, как «Сеспель» (1968), посвящённому трудовым будням эпохи. В последовавших картинах Фёдоров изображает важные события современности: освоение космоса в картинах «Праздник в Шоршелах» (1974) и «Икар XX века» (1974), строительство промышленных предприятий и газопроводов — на полотнах «Смена. На тракторострой», «Трасса», «Интервью на трассе» (1982), труд в сельском хозяйстве — «Фреска о хлебе» (1985). Многие картины художника этого периода строятся на сочетании портрета и пейзажа, сдержанная палитра напоминает фресковую живопись.
В конце 1980-х годов художник пишет многочисленные картины, посвящённые людям Чувашии: «Портрет композитора Г. Хирбю» (1985), «Созерцание. К. В. Иванов и Нарспи» (1987), «Сеспель. Жизнь моя, за какими холмами…» (1989), портрет В. Родионовой (1989).
В конце XX—начале XXI веков Фёдоров обращается к философским и историческим темам. «Каиновы качели» (1998) — картина, показывающая человеческую трагедию.
В начале 2000 годов краски становятся свежее, появляется новая пластическая структура. Художник пишет полотна на исторические, мифологические, религиозные темы: «Ева» (2001), «Антигона» (2003), «Унесённые ветром. Сильби» и «Перекрёсток» из цикла «Вехи России как живые раны России» (2005), «Приход кентавра на свадьбу» (2008). Фёдоров создаёт полотна, в которых сливаются национальные мотивы, каноны древнерусской живописи и классические образцы Античности и эпохи Ренессанса.
В 2003 году награждён золотой медалью Российской академии художеств и медалью Академии художеств «Достойному», а также Государственной премией Чувашской Республики в области литературы и искусства. С 2009 года — действительный член, с 2011 года — член президиума Российской академии художеств. В 2011 году в Чувашской национальной библиотеке состоялась презентация книги, посвящённой Ревелю Фёдоровичу Фёдорову.
Скончался 30 октября 2022 года.

## Память
Похоронен на Почетной аллее Городского кладбища № 1.

## Семья
Сын, Александр Ревельевич Фёдоров (род. 1965), российский художник, член-корреспондент Российской академии художеств (2018).

## Награды
- Медаль ордена «За заслуги перед Отечеством» II степени,
- Почётный гражданин Чувашской Республики (13 марта 2020) — за выдающиеся заслуги в области изобразительного искусства и многолетнюю творческую деятельность
- Орден «За заслуги перед Чувашской Республикой» (2009).
- Золотая медаль Российской академии художеств (2002),
- Государственная премия Чувашской АССР им. К. В. Иванова (1986),
- Государственная премия Чувашской Республики в области литературы и искусства (2003),

- Памятная медаль «100-летие образования Чувашской автономной области» (2020)
- Всероссийская премия имени Ивана Яковлева (2013).
- Почётный доктор Чувашского государственного университета имени И. Н. Ульянова